# دگرنوع‌سازی
دگرنوع‌سازی (انگلیسی: Allopoiesis) فرایندی است که در آن یک سامانه چیزی جز خود سامانه تولید می‌کند. نمونه‌ای از این موضوع خط مونتاژ است که محصول نهایی (مثلاً خودرو) با خودروهایی که تولید را انجام می‌دهند متفاوت است. دگرنوع‌سازی در مقابل خودنوگری قرار می‌گیرد.